# Dzong de Wangdue Phodrang
El dzong de Wangdue Phodrang es troba al lloc del mateix nom, capital del districte de Wangdue Phodrang, a Bhutan.
Fou fundat per Shabdrung Ngawang Namgyal el 1638. Està situat en una zona elevada entre els rius Punak Chhu i Dang Chhu. El lloc es va escollir per la seva situació privilegiada i estratègica pel domini de les valls baixes. Hom diu que el fundador va trobar un noi que es deia Wangdi jugant al riu, origen del nom del lloc.
Sota mateix del dzong es troben les restes de l'antic pont, construït el 1685, que travessa el Punak Chhu. Una riuada es va endur aquell pont el 1968, al seu costat es va construir un de nou. Encara es conserven les restes del vell.
La seva complexa planta consisteix en tres estructures adaptades a les formes de la muntanya. La zona administrativa, al nord, és centrada per un pati empedrat. L'utse separa les dues parts del dzong, és a dir la zona administrativa i el monestir. Aquí es desplega el gran thangka, que representa a Guru Rimpotxe, a començament del darrer dia del festival (tsechu), a la tardor.
El dzong es va refer després de l'incendi del 1837 i altre cop després dels greus desperfectes d'un terratrèmol, el 1897. Contràriament a molts altres edificis similars, aquest té encara les teulades de fusta.

## Galeria

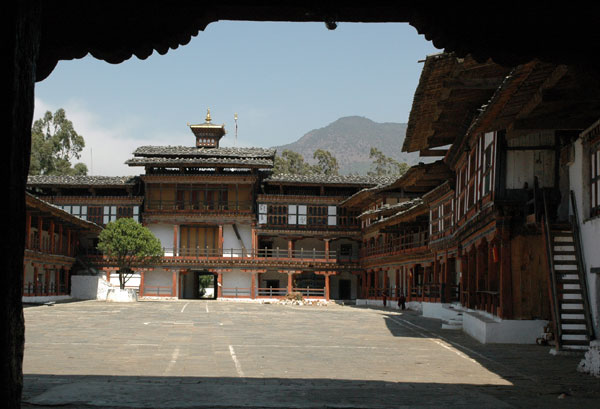
El pati de la zona administrativa
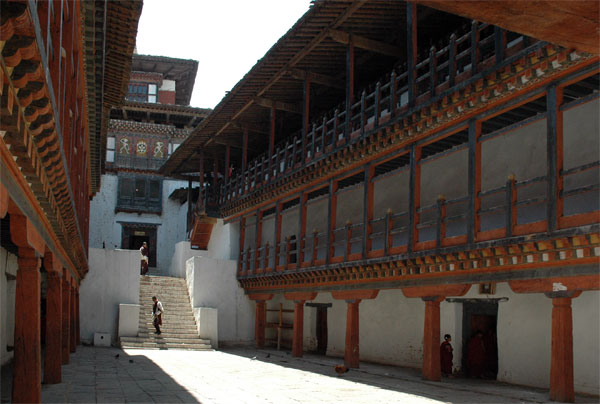
Pati amb l'utse al fons
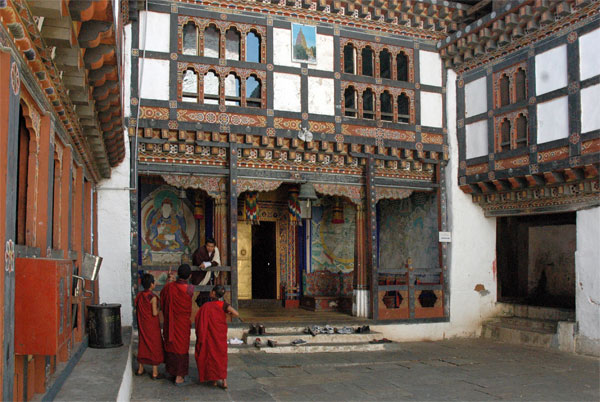
La zona monàstica
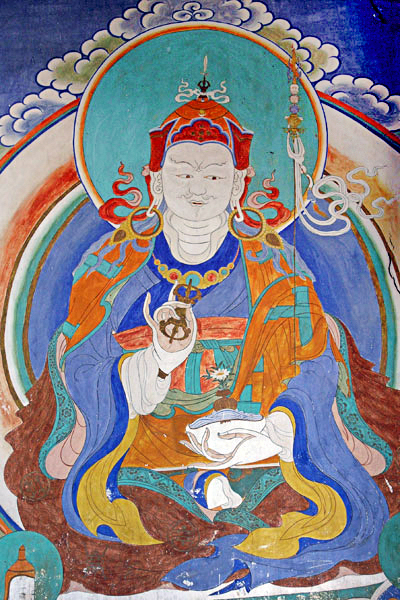
Mural amb la representació de Guru Rimpotxe

- https://web.archive.org/web/20130604155128/http://www.bhutan2008.bt/en/node/375